# Olympische Sommerspiele 1928/Teilnehmer (Schweiz)
| Gelbes Symbol für Goldmedaillen mit stilisierten Olympischen Ringen | Graues Symbol für Silbermedaillen mit stilisierten Olympischen Ringen | Braundes Symbol für Bronzemedaillen mit stilisierten Olympischen Ringen |
| ------------------------------------------------------------------- | --------------------------------------------------------------------- | ----------------------------------------------------------------------- |
| 7                                                                   | 4                                                                     | 4                                                                       |

Die Schweiz nahm an den Olympischen Sommerspielen 1928 in Amsterdam, Niederlande, mit einer Delegation von 114 Sportlern (113 Männer und eine Frau) teil.

## Medaillengewinner

### Gold
| Name(n) | Sportart | Wettkampf               |
| --- | -------- | ----------------------- |
| Ernst Kyburz | Ringen   | Mittelgewicht, Freistil |
| Hans Schöchlin, Karl Schöchlin, Hans Bourquin                                                                             | Rudern   | Zweier mit Steuermann   |
| Georges Miez | Turnen   | Einzelmehrkampf & Reck  |
| Hans Grieder, August Güttinger, Hermann Hänggi, Eugen Mack, Georges Miez, Otto Pfister, Eduard Steinemann, Melchior Wezel | Turnen   | Mannschaftsmehrkampf    |
| Eugen Mack | Turnen   | Pferdsprung             |
| Hermann Hänggi | Turnen   | Seitpferd               |

### Silber
| Name(n)                                                            | Sportart | Wettkampf                   |
| ------------------------------------------------------------------ | -------- | --------------------------- |
| Arnold Bögli                                                       | Ringen   | Halbschwergewicht, Freistil |
| Ernst Haas, Joseph Meyer, Otto Bucher, Karl Schwegler, Fritz Bösch | Rudern   | Vierer mit Steuermann       |
| Hermann Hänggi                                                     | Turnen   | Einzelmehrkampf             |
| Georges Miez                                                       | Turnen   | Seitpferd                   |

### Bronze
| Name(n)              | Sportart | Wettkampf              |
| -------------------- | -------- | ---------------------- |
| Charles-Gustave Kuhn | Reiten   | Springreiten, Einzel   |
| Hans Minder          | Ringen   | Federgewicht, Freistil |
| Hermann Hänggi       | Turnen   | Barren                 |
| Eugen Mack           | Turnen   | Reck                   |

## Teilnehmer nach Sportarten

### Fechten
- Eugène Empeyta
Florett, Einzel: Vorrunde
Florett, Mannschaft: Viertelfinal
Degen, Einzel: Halbfinal
Degen, Mannschaft: Viertelfinal

- Frédéric Fitting
Florett, Einzel: Vorrunde
Florett, Mannschaft: Viertelfinal
Degen, Mannschaft: Viertelfinal

- John Albaret
Florett, Einzel: Vorrunde
Florett, Mannschaft: Viertelfinal
Degen, Mannschaft: Viertelfinal

- Édouard Fitting
Florett, Mannschaft: Viertelfinal
Degen, Einzel: Viertelfinal
Degen, Mannschaft: Viertelfinal

- Michel Fauconnet
Florett, Mannschaft: Viertelfinal

- Jean de Bardel
Florett, Mannschaft: Viertelfinal

- Henri Jacquet
Degen, Einzel: Viertelfinal
Degen, Mannschaft: Viertelfinal

- Paul de Graffenried
Degen, Mannschaft: Viertelfinal

- Judith Morgenthaler
Frauen, Florett, Einzel: Halbfinal

### Fussball
- Herrenteam
9. Platz

- Kader
Edmond Bailly
Frank Séchehaye
Gaston Tschirren
Kurt Pichler
Walter Weiler
Max Abegglen
Paul de Lavallaz
Paul Fässler
Rudolf Ramseyer
Willy Jaeggi
Walter Dietrich

### Gewichtheben
- Arthur Reinmann
Federgewicht: 5. Platz

- Justin Tissot
Federgewicht: 15. Platz

- Albert Aeschmann
Leichtgewicht: 4. Platz

- Joseph Jaquenoud
Leichtgewicht: 9. Platz

- Ernst Trinkler
Mittelgewicht: 15. Platz

- Hermann Eichholzer
Mittelgewicht: ??

- Otto Garnus
Halbschwergewicht: 10. Platz

- Edmond Donzé
Halbschwergewicht: 15. Platz

- Franz Riederer
Schwergewicht: 14. Platz

- Walter Gasser
Schwergewicht: 16. Platz

### Hockey
- Herrenteam
7. Platz

- Kader
Adalbert Koch
Adolf Fehr
Charles Piot
Ernst Luchsinger
Édouard Mauris
F. Fischer
Fred Jenny
Henri Poncet
J. Loubert
Jean-Jacques Auberson
Maurice Magnin
Max Zumstein
Roland Olivier
René Pellarin
R. Rode
Konrad Fehr

### Leichtathletik
- Willy Weibel
100 Meter: Vorläufe
200 Meter: Vorläufe
4 × 100 Meter: 5. Platz

- Willy Tschopp
100 Meter: Vorläufe
4 × 100 Meter: 5. Platz

- Emmanuel Goldsmith
100 Meter: Vorläufe
4 × 100 Meter: 5. Platz

- Hans Niggl
200 Meter: Vorläufe
4 × 100 Meter: 5. Platz

- Paul Martin
800 Meter: Halbfinal
1500 Meter: 6. Platz

- Adolf Meier
Weitsprung: 22. Platz in der Qualifikation
Zehnkampf: ??

- Alfred Sutter
Weitsprung: 40. Platz in der Qualifikation

- Werner Nüesch
Kugelstossen: 10. Platz in der Qualifikation

- Arturo Conturbia
Diskuswurf: 15. Platz in der Qualifikation

### Radsport
- Gottlieb Amstein
Strassenrennen, Einzel: 6. Platz
Strassenrennen, Mannschaft: 6. Platz

- Jakob Caironi
Strassenrennen, Einzel: 9. Platz
Strassenrennen, Mannschaft: 6. Platz

- Türel Wanzenried
Strassenrennen, Einzel: 33. Platz
Strassenrennen, Mannschaft: 6. Platz

- Paul Litschi
Strassenrennen, Einzel: ??

- Walter Knabenhans
Sprint: 3. Runde

- Ernst Fäs
Einzelzeitfahren: 13. Platz

- Gustave Moor
Mannschaftsverfolgung: 9. Platz

- Hans Gilgen
Mannschaftsverfolgung: 9. Platz

- Joseph Fischler
Mannschaftsverfolgung: 9. Platz

### Reiten
- Adolphe Mercier
Dressur, Einzel: 15. Platz
Dressur, Mannschaft: 7. Platz

- Otto Frank
Dressur, Einzel: 22. Platz
Dressur, Mannschaft: 7. Platz

- Werner Stuber
Dressur, Einzel: 25. Platz
Dressur, Mannschaft: 7. Platz

- Charles-Gustave Kuhn
Springreiten, Einzel: Bronze 
Springreiten, Mannschaft: 8. Platz

- Alphonse Gemuseus
Springreiten, Einzel: 8. Platz
Springreiten, Mannschaft: 8. Platz

- Pierre de Muralt
Springreiten, Einzel: 37. Platz
Springreiten, Mannschaft: 8. Platz

- Willy Gerber
Vielseitigkeit, Einzel: 12. Platz
Vielseitigkeit, Mannschaft: ??

- Charles Stoffel
Vielseitigkeit, Einzel: 20. Platz
Vielseitigkeit, Mannschaft: ??

- René de Ribeaupierre
Vielseitigkeit, Einzel: ??
Vielseitigkeit, Mannschaft: ??

### Ringen

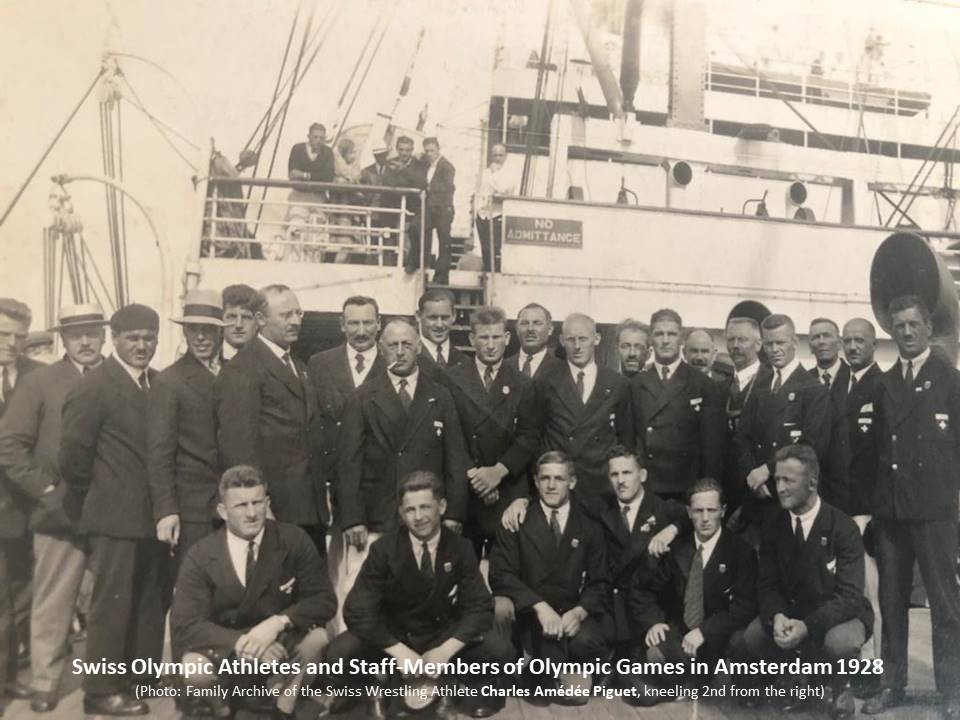
Athleten und Delegationsmitglieder der Schweizer Ringer-Olympiadelegation von 1928

- Isidor Bieri
Federgewicht, griechisch-römisch: 14. Platz

- Ernst Mumenthaler
Leichtgewicht, griechisch-römisch: 13. Platz

- Otto Frei
Mittelgewicht, griechisch-römisch: 9. Platz

- Max Studer
Halbschwergewicht, griechisch-römisch: 14. Platz

- Amedée Piguet
Bantamgewicht, Freistil: 6. Platz

- Hans Minder
Federgewicht, Freistil: Bronze

- Hans Mollet
Leichtgewicht, Freistil: 7. Platz

- Fritz Käsermann
Weltergewicht, Freistil: 7. Platz

- Ernst Kyburz
Mittelgewicht, Freistil: Gold

- Arnold Bögli
Halbschwergewicht, Freistil: Silber

- Henri Wernli
Schwergewicht, Freistil: 5. Platz

### Rudern
- Édouard Candeveau
Einer: Viertelfinal

- Rudolf Bosshard
Doppelzweier: Viertelfinal

- Maurice Rieder
Doppelzweier: Viertelfinal

- Alois Reinhard
Zweier ohne Steuermann: Viertelfinal

- Willy Müller
Zweier ohne Steuermann: Viertelfinal

- Hans Schöchlin
Zweier mit Steuermann: Gold

- Karl Schöchlin
Zweier mit Steuermann: Gold

- Hans Bourquin
Zweier mit Steuermann: Gold

- Ernst Haas
Vierer mit Steuermann: Silber

- Joseph Meyer
Vierer mit Steuermann: Silber

- Otto Bucher
Vierer mit Steuermann: Silber

- Karl Schwegler
Vierer mit Steuermann: Silber

- Fritz Bösch
Vierer mit Steuermann: Silber

### Schwimmen
- Robert Wyss
200 Meter Brust: Halbfinal

### Segeln
- Henri Fivaz
12-Fuss-Jolle: 16. Platz

### Turnen
- Georges Miez
Einzelmehrkampf: Gold 
Mannschaftsmehrkampf: Gold 
Barren: 30. Platz
Pferdsprung: 4. Platz
Reck: Gold 
Ringe: 8. Platz
Seitpferd: Silber

- Hermann Hänggi
Einzelmehrkampf: Silber 
Mannschaftsmehrkampf: Gold 
Barren: Bronze 
Pferdsprung: 18. Platz
Reck: 4. Platz
Ringe: 36. Platz
Seitpferd: Gold

- Eugen Mack
Einzelmehrkampf: 8. Platz
Mannschaftsmehrkampf: Gold 
Barren: 21. Platz
Pferdsprung: Gold 
Reck: Bronze 
Ringe: 17. Platz
Seitpferd: 19. Platz

- Melchior Wezel
Einzelmehrkampf: 12. Platz
Mannschaftsmehrkampf: Gold 
Barren: 7. Platz
Pferdsprung: 12. Platz
Reck: 21. Platz
Ringe: 23. Platz
Seitpferd: 7. Platz

- Eduard Steinemann
Einzelmehrkampf: 15. Platz
Mannschaftsmehrkampf: Gold 
Barren: 19. Platz
Pferdsprung: 34. Platz
Reck: 21. Platz
Ringe: 26. Platz
Seitpferd: 4. Platz

- August Güttinger
Einzelmehrkampf: 16. Platz
Mannschaftsmehrkampf: Gold 
Barren: 28. Platz
Pferdsprung: 7. Platz
Reck: 7. Platz
Ringe: 44. Platz
Seitpferd: 5. Platz

- Hans Grieder
Einzelmehrkampf: 18. Platz
Mannschaftsmehrkampf: Gold 
Barren: 11. Platz
Pferdsprung: 12. Platz
Reck: 7. Platz
Ringe: 49. Platz
Seitpferd: 28. Platz

- Otto Pfister
Einzelmehrkampf: 24. Platz
Mannschaftsmehrkampf: Gold 
Barren: 28. Platz
Pferdsprung: 18. Platz
Reck: 25. Platz
Ringe: 52. Platz
Seitpferd: 12. Platz

### Wasserball
- Herrenteam
9. Platz

- Kader
Othmar Schmalz
Robert Wyss
Robert Hürlimann
Eric Brochon
Ernest Hüttenmoser
Robert Mermoud
Fernand Moret

### Wasserspringen
- Arthur Bischoff
Kunstspringen: Vorrunde